# Sistemul educațional
Sistemul educațional se referă, în general, la structura tuturor instituțiilor și oportunităților de a obține educație într-o țară. Acesta include toate instituțiile preșcolare, pornind de la educația în familie și/sau educația timpurie a copiilor, trecând prin grădiniță, școli primare, gimnaziale și terțiare, apoi licee, colegii și facultăți cunoscute și ca învățământ superior (învățământ universitar). Acest cadru include, de asemenea, instituții de formare profesională și personală continuă (aprofundată), precum și instituții de învățământ private.
În timp ce sistemul educațional este de obicei reglementat și organizat în conformitate cu legile relevante ale unei țări, sistemul educațional al unei țări poate avea aspecte sau dimensiuni nereglementate. De obicei, un sistem de învățământ este conceput pentru a oferi educație tuturor secțiunilor societății unei țări și membrilor acesteia. Acesta cuprinde tot ceea ce intră în procesul de educare a populației.
Organizația Națiunilor Unite pentru Educație, Știință și Cultură (UNESCO) recunoaște nouă niveluri de educație în sistemul său de Clasificare Internațională Standard a Educației (ISCED) (de la nivelul 0 (învățământ preprimar) până la nivelul 8 (doctorat)). Biroul Internațional al Educației al UNESCO menține o bază de date a sistemelor de educație specifice fiecărei țări și a etapelor acestora.

## Nivelurile ISCED
- ISCED nivel 0 – Educația timpurie
- ISCED nivel 1 – Învățământ primar
- ISCED nivel 2 – Învățământ gimnazial
- ISCED nivel 3 – Învățământ liceal
- ISCED nivel 4 – Învățământ postliceal
- ISCED nivel 5 – Învățământ superior de scurtă durată
- ISCED nivel 6 – Licență sau nivel echivalent
- ISCED nivel 7 – Master sau nivel echivalent
- ISCED nivel 8 – Doctorat sau nivel echivalent[3]